# Rohr in Niederbayern
Rohr in Niederbayern (amtlich: Rohr i.NB) ist ein Markt in der Hallertau im niederbayerischen Landkreis Kelheim.

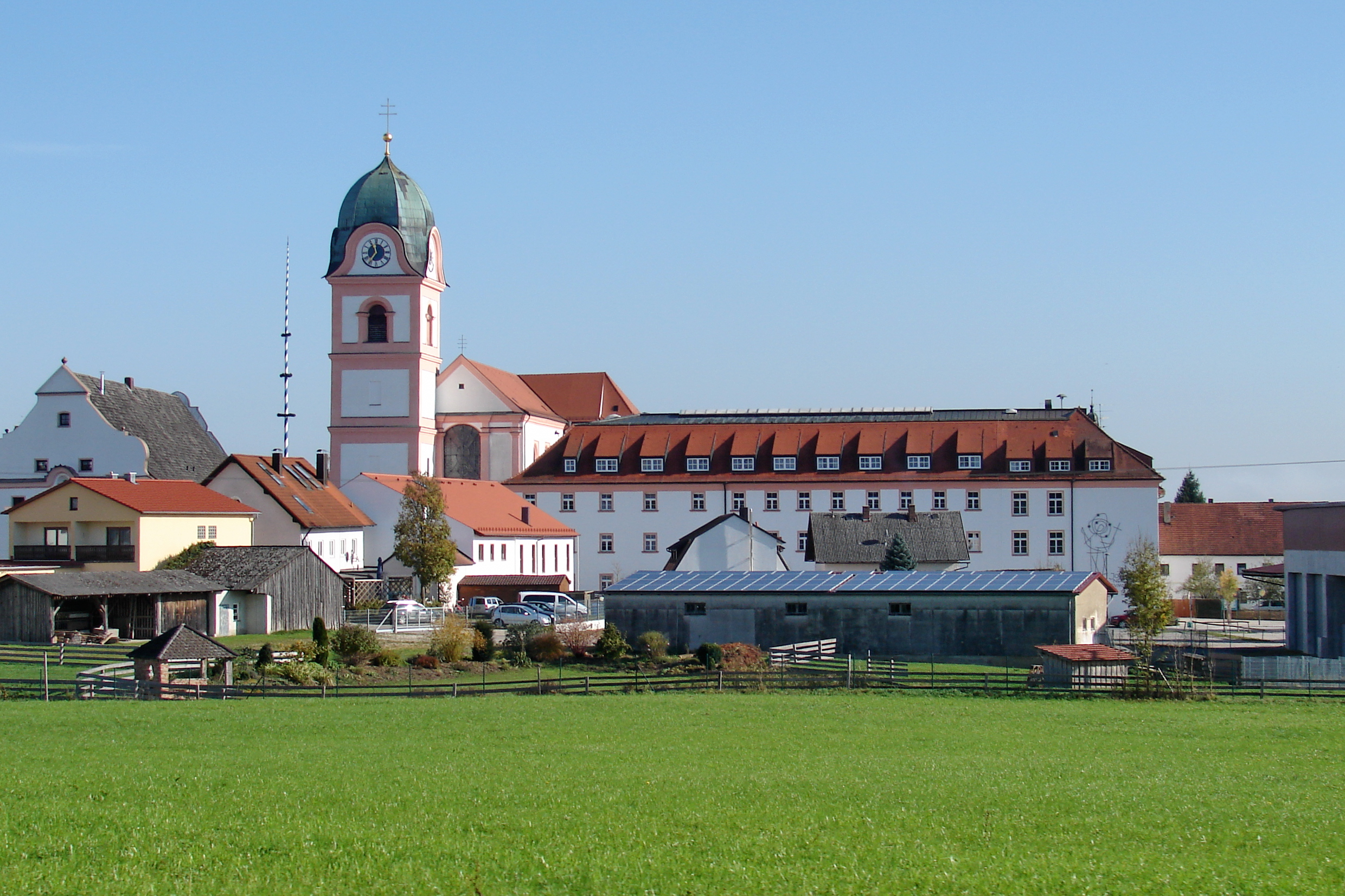
Kloster Rohr mit Asamkirche

## Geografie
Rohr in Niederbayern liegt in der Planungsregion Regensburg.
Es gibt 45 Gemeindeteile (in Klammern ist der Ortstyp angegeben):
- Aich (Einöde)
- Alzhausen (Dorf)
- Asbach (Weiler)
- Au (Weiler)
- Bachl (Dorf)
- Berg (Einöde)
- Birka (Einöde)
- Graben (Einöde)
- Gressau (Dorf)
- Grub (Einöde)
- Helchenbach (Kirchdorf)
- Hirtdorf (Einöde)
- Höfel (Einöde)
- Högetsing (Weiler)
- Kalteneck (Weiler)
- Kiefermühle (Weiler)
- Kleinthalhof (Einöde)
- Kronholzen (Einöde)
- Laaber (Kirchdorf)
- Laaberberg (Pfarrdorf)
- Mixmühle (Einöde)
- Mordberg (Einöde)
- Oberbuch (Kirchdorf)
- Obereulenbach (Kirchdorf)
- Obergrünbach (Einöde)
- Obermondsberg (Einöde)
- Oberndorf (Einöde)
- Oberrohr (Einöde)
- Reichenroith (Weiler)
- Rohr i.NB. (Hauptort)
- Sallingberg (Pfarrdorf)
- Scheuern (Weiler)
- Schmiddorf (Weiler)
- Schöfthal (Einöde)
- See (Weiler)
- Stegen (Einöde)
- Stocka (Einöde)
- Straßenhaus (Einöde)
- Thalhof (Einöde)
- Thalhof (Einöde)
- Untergrünbach (Einöde)
- Ursbach (Weiler)
- Wallersdorf (Einöde)
- Waselsdorf (Weiler)
- Weiherhof (Einöde)

Es gibt die Gemarkungen Bachl, Helchenbach, Laaberberg, Obereulenbach, Rohr i.NB, Sallingberg.
Ein ehemaliger Gemeindeteil war Loretto, früher auch als Klause bezeichnet.

## Geschichte

### Bis zur Gemeindegründung
Die ersten Boden- und Gräberfunde in dem Gebiet stammen aus der Zeit um 2000 v. Chr. Um das Jahr 1000 ließen sich vermutlich die ersten Nachkommen von Graf Babo in der Region nieder. Die älteste urkundliche Erwähnung stammt aus dem Jahr 1097/98.
Der Markt Rohr gehörte zum Augustinerchorherrenstift Rohr. Der Ort war Teil des Kurfürstentums Bayern, bildete aber eine geschlossene Hofmark, deren Sitz das Stift war. Als Teil dieser Hofmark konnte Rohr nur einen geringen Teil seines Marktrechts, welches 1347 durch Kaiser Ludwig IV. verliehen wurde, geltend machen. 1803 wurde das Kloster aufgehoben. Als es 1809 zur Schlacht bei Abensberg kam, übernachteten zunächst der österreichische Erzherzog Karl und dann der französische Kaiser Napoléon Bonaparte am 18. bzw. 20. April im selben Gasthaus in Rohr.
Im Zuge der Verwaltungsreformen im Königreich Bayern entstand mit dem Gemeindeedikt von 1818 eine eigenständige Gemeinde.

### Eingemeindungen
Die heutige Marktgemeinde Rohr existiert in ihrer jetzigen Form seit der Gebietsreform in Bayern 1978. Am 1. Juli 1972 kamen Obereulenbach und Gebietsteile der aufgelösten Gemeinde Wolferthau hinzu. Laaberberg und Helchenbach folgten am 1. Januar 1974 bzw. am 1. Januar 1978. Teile der aufgelösten Gemeinde Offenstetten wurden ihr am 1. Mai 1978 zugeschlagen. Bereits am 1. Januar 1910 wurde die Gemeinde Klosterrohr, die bis 1875 den Gemeindenamen Rohr, Kloster trug, eingegliedert.

### Einwohnerentwicklung
Im Zeitraum 1988 bis 2018 stieg die Einwohnerzahl von 2982 auf 3323 um 341 Einwohner bzw. um 11,4 %.
| Jahr | Einwohner |
| ---- | --------- |
| 1961 | 2958      |
| 1970 | 3010      |
| 1987 | 2956      |
| 1991 | 2999      |
| 1995 | 3159      |
| 2000 | 3314      |
| 2005 | 3336      |
| 2010 | 3250      |
| 2015 | 3369      |
| 2018 | 3323      |

## Politik

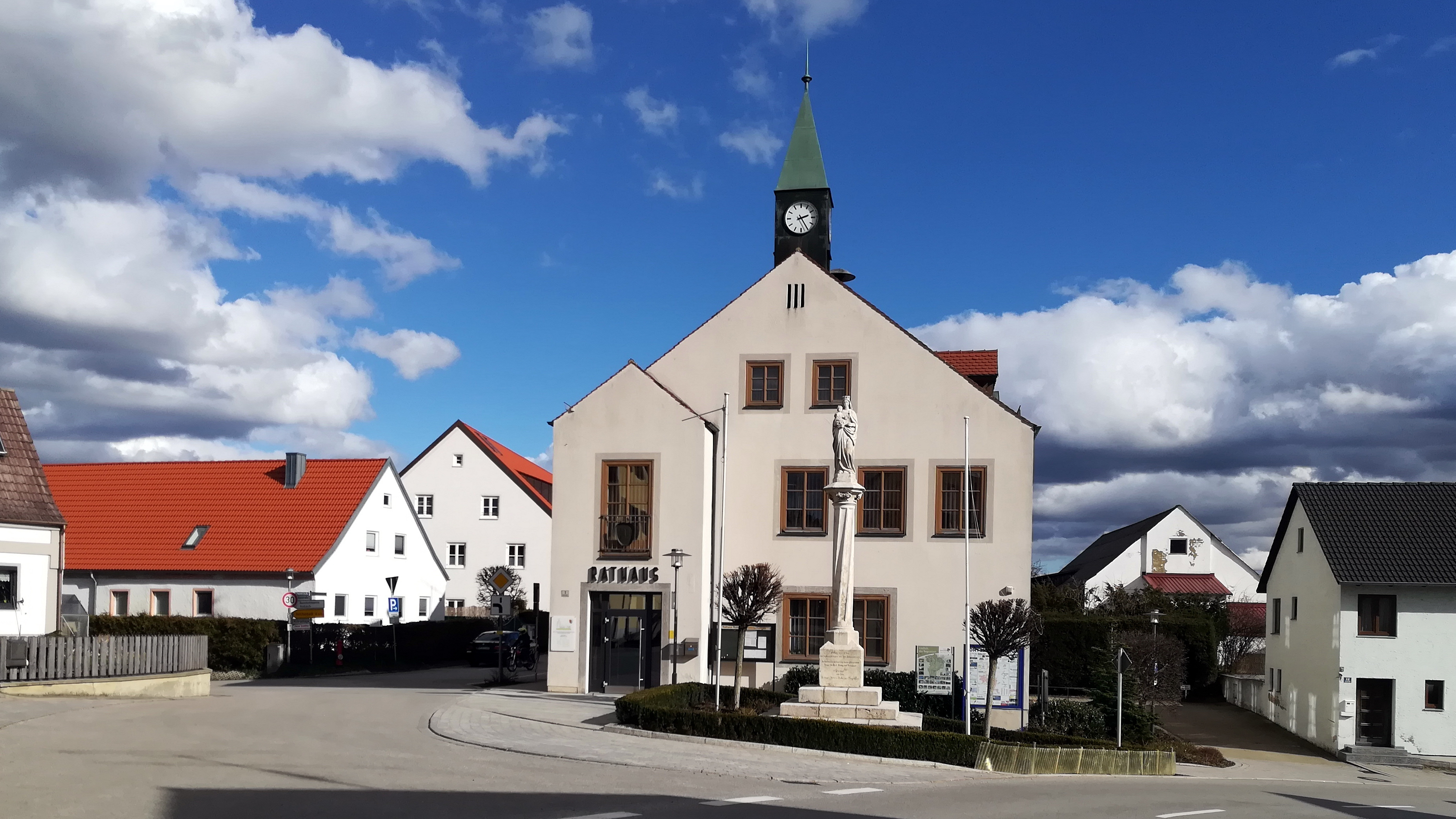
Rathaus von Rohr in Niederbayern

### Bürgermeister
Erste Bürgermeisterin ist seit Mai 2020 Birgit Steinsdorfer (CSU).

### Marktgemeinderat
Der Marktgemeinderat mit seinen 16 Mitgliedern wurde zuletzt am 15. März 2020 gewählt und setzt sich wie folgt zusammen:
1. Christlich Soziale Union (CSU): 6 Sitze
2. Sozialdemokratische Partei Deutschlands (SPD): 1 Sitz
3. Freie Wähler (FW):  4 Sitze
4. Bürgerliste 2020 (Bürgerliste 2020): 4 Sitze
5. Bündnis 90/Die Grünen (Grüne): 1 Sitz

## Wappen
| Wappen des Marktes Rohr in Niederbayern | Blasonierung: „Gespalten von Gold und Silber; vorne ein halber roter Adler am Spalt, hinten auf grünem Zweiberg zwei grüne Rohrhalme mit schwarzem Kolben.“ |
| Wappen des Marktes Rohr in Niederbayern | Wappenführung seit Anfang des 19. Jahrhunderts |

### Gemeindepartnerschaften
- Italien: Partnergemeinde von Rohr in Niederbayern ist seit 2003 die Gemeinde Castelcucco.

## Wirtschaft und Infrastruktur

### Wirtschaft
Die Gemeinde Rohr ist agrarisch geprägt. Der Ort ist Standort für mehr als 200 Gewerbetreibende und Dienstleister verschiedener Sparten im Haupt- und Nebengewerbe. Wegen der verkehrsgünstigen Lage an der Autobahn A93 ist beim Ortsteil Bachl ein Gewerbegebiet entstanden. Der Logistikpark hat eine Gesamt-Grundstücksfläche von 325.000 Quadratmetern. Amazon plant dort rund 1.500 Jobs zu schaffen.

### Bildung
Es gibt folgende Einrichtungen:
- Benedictus-Bücherei
- Kinderkrippe Rohrspatzen
- Kindergärten Storchennest und St. Elisabeth
- Grundschule
- Johannes-Nepomuk-Gymnasium Rohr i.NB.
- Volkshochschule

### Baudenkmäler
- Benediktinerabtei Kloster Rohr

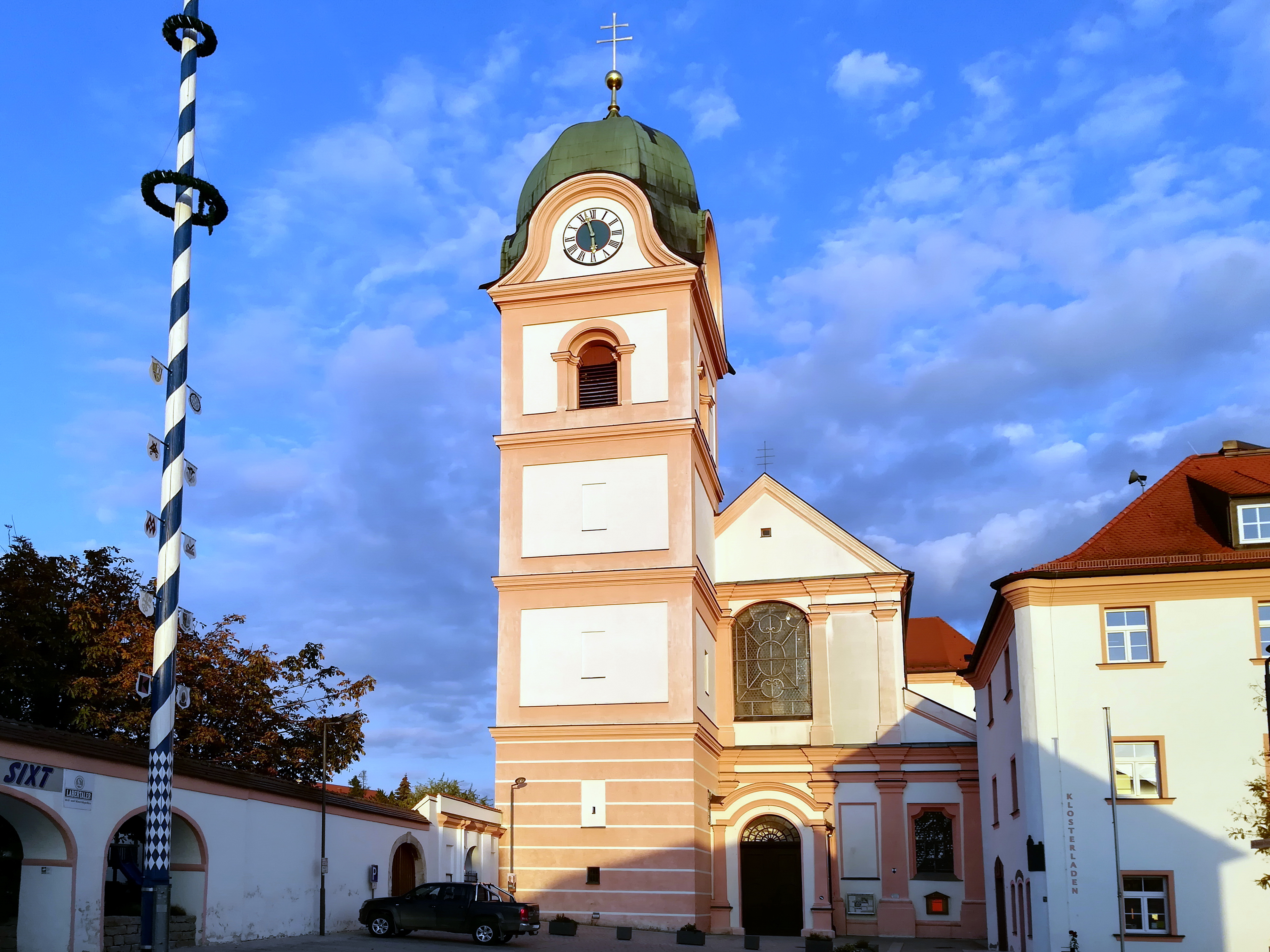
Kloster Rohr: Abteikirche Mariä Himmelfahrt (Asamkirche)

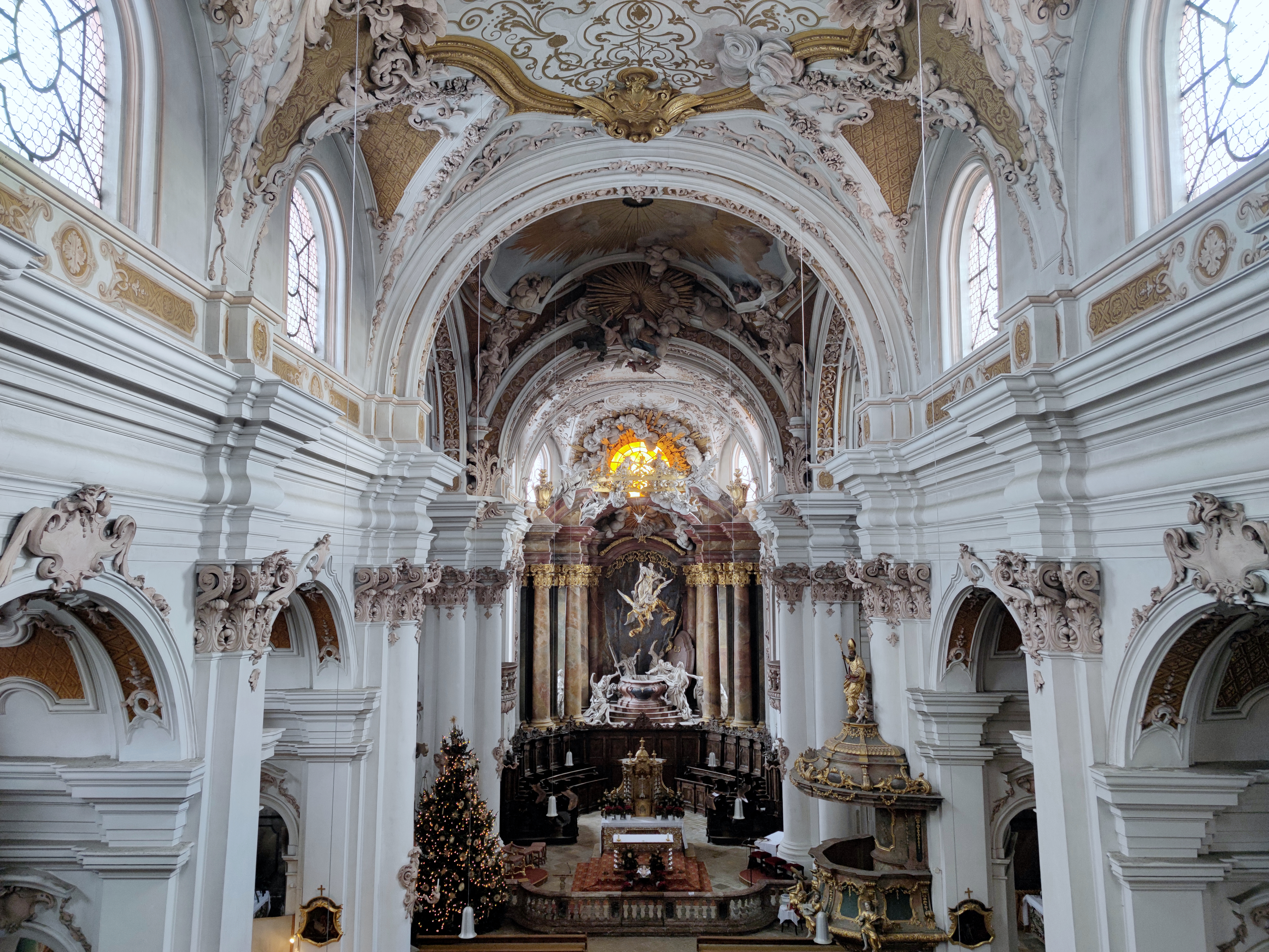
Kloster Rohr: Abteikirche Mariä Himmelfahrt (Asamkirche): Innenraum

- Klosterkirche Mariä Himmelfahrt, erbaut und ausgestattet von den Brüdern Asam
- Lorettokapelle

## Söhne und Töchter der Gemeinde
- Stephan Zirler (um 1520–1568), Komponist der Renaissance und Hofbeamter in der Kurpfalz
- Josef Valentin Adamberger (1740–1804), Opernsänger (Tenor), Theaterschauspieler und Komponist
- August Reitmayr (1802–1874), Mitglied der Frankfurter Nationalversammlung
- Michael Zieglmeier (1874–1959), Oberbergdirektor
- Friedrich von Kieffer (1880–1952), Offizier, Generalleutnant
- Marianne Hofmann (1938–2012), Schriftstellerin
- Gerd Maier (* 1945), Schriftsteller und Mundartforscher
- Alexander Knörr (* 1947), Richter am Bundessozialgericht 2002–2012
- Anton Gorbunow (* 1949), Langstreckenläufer
- Michael Birnthaler (* 1963), Schriftsteller und Erlebnispädagoge